# 115 f.Kr.

## Händelser

### Efter plats

#### Mellanöstern
- Partien undertecknar ett handelsavtal med Kina.
- Kungariket Saba går under.

#### Romerska republiken
- Gaius Marius blir praetor i Rom, han besegrar sedan stammar i nuvarande Spanien.

## Födda
- Marcus Licinius Crassus Dives, romersk politiker

## Avlidna
- Publius Mucius Scaevola, romersk politiker
- Quintus Caecilius Metellus Macedonicus, romersk politiker